# エミ子の長いつきあい
『エミ子の長いつきあい』（えみこのながいつきあい）は、ラジオ関東→TBSラジオ（当時：東京放送のラジオ放送部門）・HBCラジオ（北海道放送）、ABCラジオ（当時：朝日放送のラジオ放送部門）で放送されていたラジオ番組。愛称は「エミ長」。
製作は山野楽器、同名番組タイトルであるが、各局のスタジオ（HBC：銀座スタジオ、ABC：芝公園スタジオ）で収録、別個の内容で放送する広義の企画ネット番組だった。

## 概要
1973年にラジオ関東(現・アール・エフ・ラジオ日本で22:40～23:00)の放送時間でスタート。
1974年10月7日に、TBSラジオにおいては毎週月曜日から金曜日の0:30～0:45の放送時間に移籍。当初は「ラジオでこんばんわ」に内包されていた。
日にもよるが冒頭に中山が「昨日から今日へ、そして恵美子からあなたへ。エミ子の長いつきあい。今夜もしばらくご一緒してくださいね」（TBS）、「北は北極から、南は南極まで、
入るところは入る、入らないところは入らない。HBCが誇るエミ子の長～いつきあい。聞こえたらダイヤルはそのままに、あっ、そのままに」（HBC）と挨拶していた。
1976年4月5日から1977年9月30日までは、TBSラジオの月曜日から金曜日の0:00～1:00の時間帯で『5スイート・キャッツ』がスタートしたことにより、この番組に内包される形での放送となり、本番組の放送時間も0:20～0:30となった。1977年10月3日からは再び単独番組に戻る。
本番組のコーナーに『ハワイクイズ』があり、「○かな～?×かな～?」のフレーズで囁くということが聴き所だった。
クイズコーナーには、ウクレレキング、ハーブオオタのソングフォーアンナを使用していた。
一時的に、中山恵美子自身が歌う、星ふる渚を使用していた事もある。
1979年12月22日から1980年2月2日までは、中山恵美子が網膜剥離で入院していたため、夏木ゆたかが代理のパーソナリティを務めていた。
ABCラジオ版では、12月16日の公開録音告知直後での発病となり、急遽応募者全員に公録中止の案内が朝日放送名で送付された。
お便りのあて先はTBSラジオは山野楽器本店宛、その他は各放送局に出すようにアナウンスしていた。

### 放送時間移動、番組終了とその後
1980年10月6日からはTBSラジオの午前0時台が『NISSANミッドナイトステーション』の枠となったために放送時間が移動して早くなり、夜ワイド番組『夜はともだち』の内包番組として放送、さらに1981年10月5日からは『ザ・ヒットパレード 毎日がベストテン』の内包番組として、ベストテンの前座番組として放送されていた。しかし1982年に作曲家の見岳章との結婚と引退を番組中で告げ、同年10月1日をもって8年間にわたる放送を終了した。番組名自体はその後TBSでは『一機と久実の長いつきあい』として、1984年まで放送されていた他、ネットしていた残り2局も『るみと久実の長いつきあい』として大友久実がそれぞれの番組のパーソナリティーを務め企画ネット番組の体で放送は継続された。

## テーマ曲
『長いつきあい』
作詞・西條直樹、作曲・貴島哲、編曲・土持城夫(1974年版)、高田弘(1978年版)、唄・中山恵美子、発売・ミノルフォンレコード(1974年版)、東芝EMI(1978年版)
サビの部分の歌詞を一部変え、スポンサーの山野楽器の名を入れて流されていた。途中でアレンジが変更された。

## ネット局
- HBCラジオ：21:40 - 21:50
- ABCラジオ：21:30 - 21:45